# Route principale 7 (Hongrie)
Pour les articles homonymes, voir Route 7.
 (janvier 2016).
Si vous disposez d'ouvrages ou d'articles de référence ou si vous connaissez des sites web de qualité traitant du thème abordé ici, merci de compléter l'article en donnant les références utiles à sa vérifiabilité et en les liant à la section « Notes et références ».
La route principale 7 (en hongrois : 7-es főút) est une route hongroise reliant Budapest à la frontière croate.

## Description
La route principale 7 est parallèle à l'autoroute M7 (route européenne 65) de Budapest en direction sud-ouest via Érd et Székesfehérvár, Siófok et Nagykanizsa jusqu'à Letenye, au-delà de laquelle elle atteint la frontière entre la Croatie et la Hongrie. 
En Croatie, elle est prolongée par la Route nationale 3.

## Tracé
| Km     | Agglomérations | Carte interactive |
| ------ | -------------- | ----------------- |
| 0 km   | Budapest       |                   |
|        | Diósd          |                   |
|        | Érd            |                   |
|        | Martonvásár    |                   |
|        | Velence        |                   |
|        | Gárdony        |                   |
|        | Székesfehérvár |                   |
|        | Polgárdi       |                   |
|        | Siófok         |                   |
|        | Zamárdi        |                   |
|        | Szántód        |                   |
|        | Balatonlelle   |                   |
|        | Fonyód         |                   |
|        | Nagykanizsa    |                   |
| 233 km | Letenye        |                   |

## Galerie

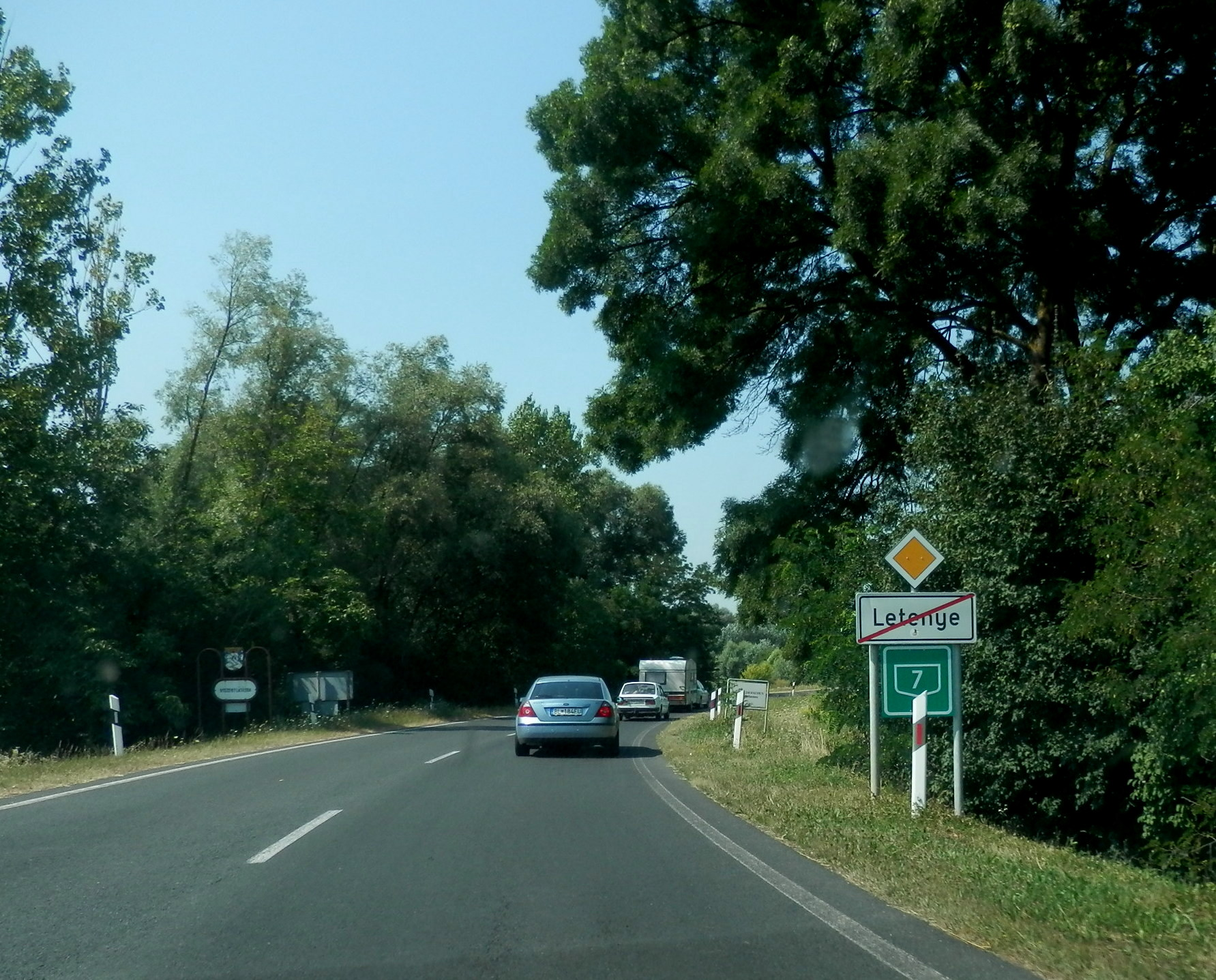
La 7 à Letenye.
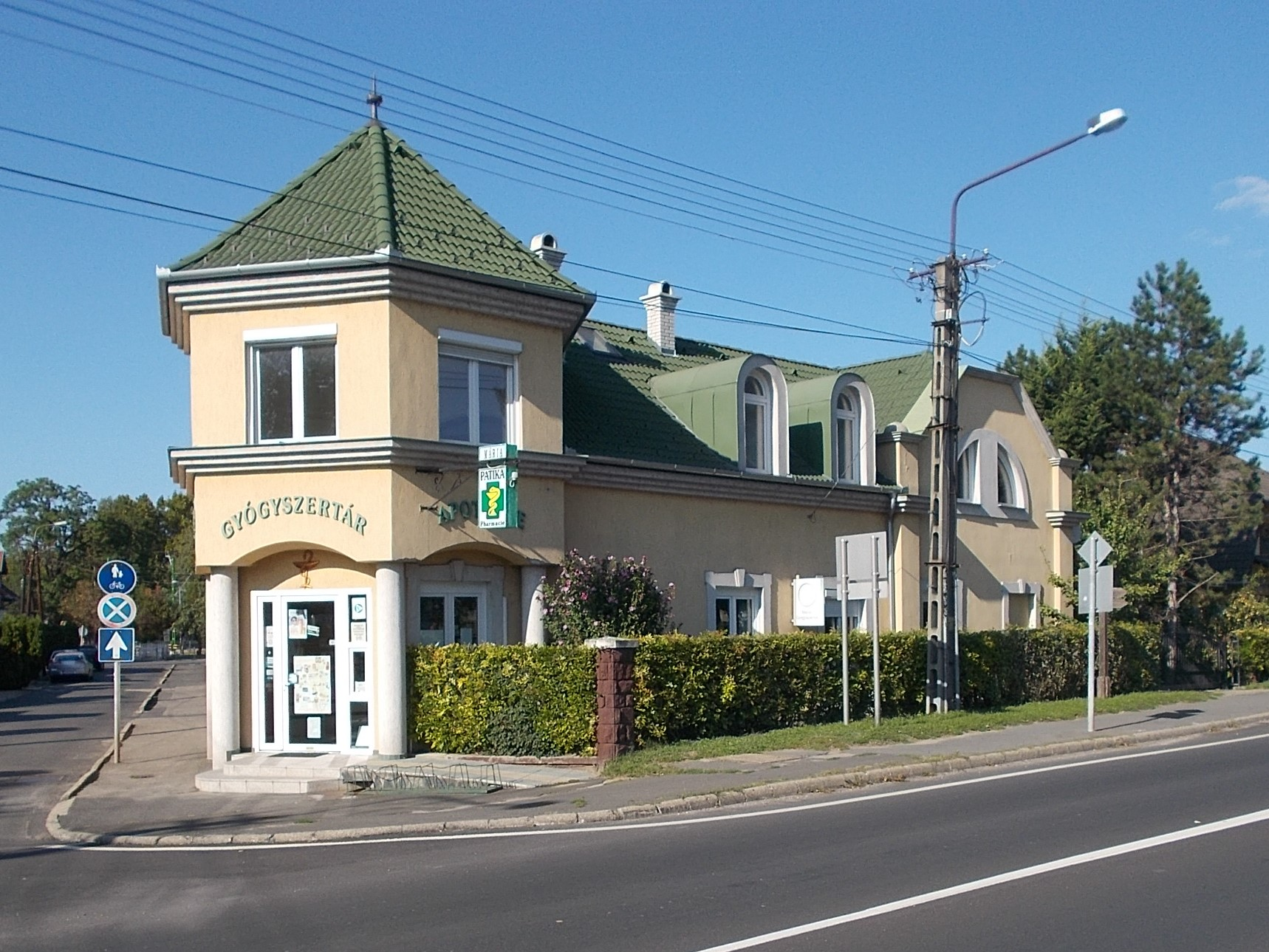
Pharmacie en bordure de la 7.
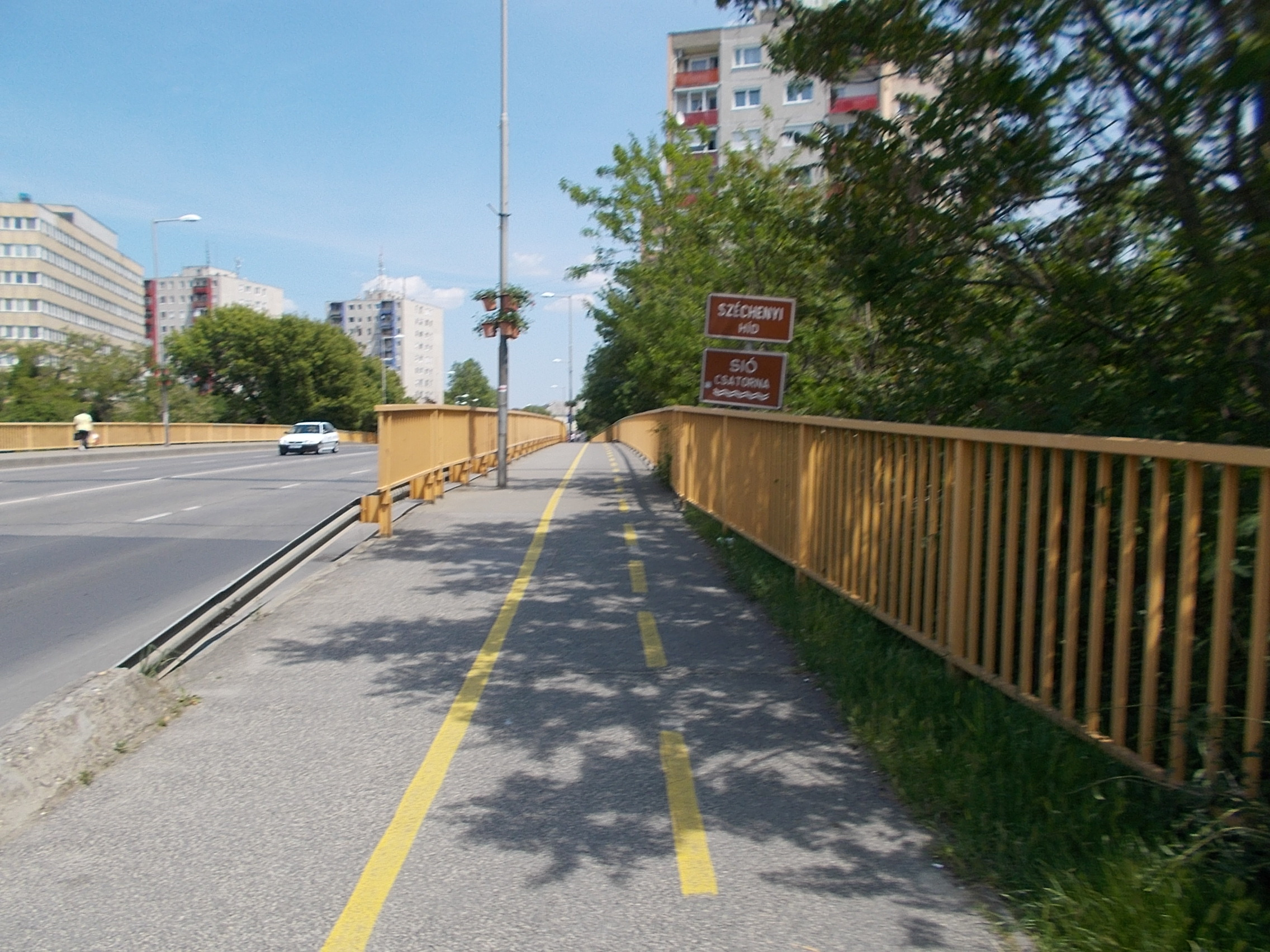
Pont à Széchenyi.
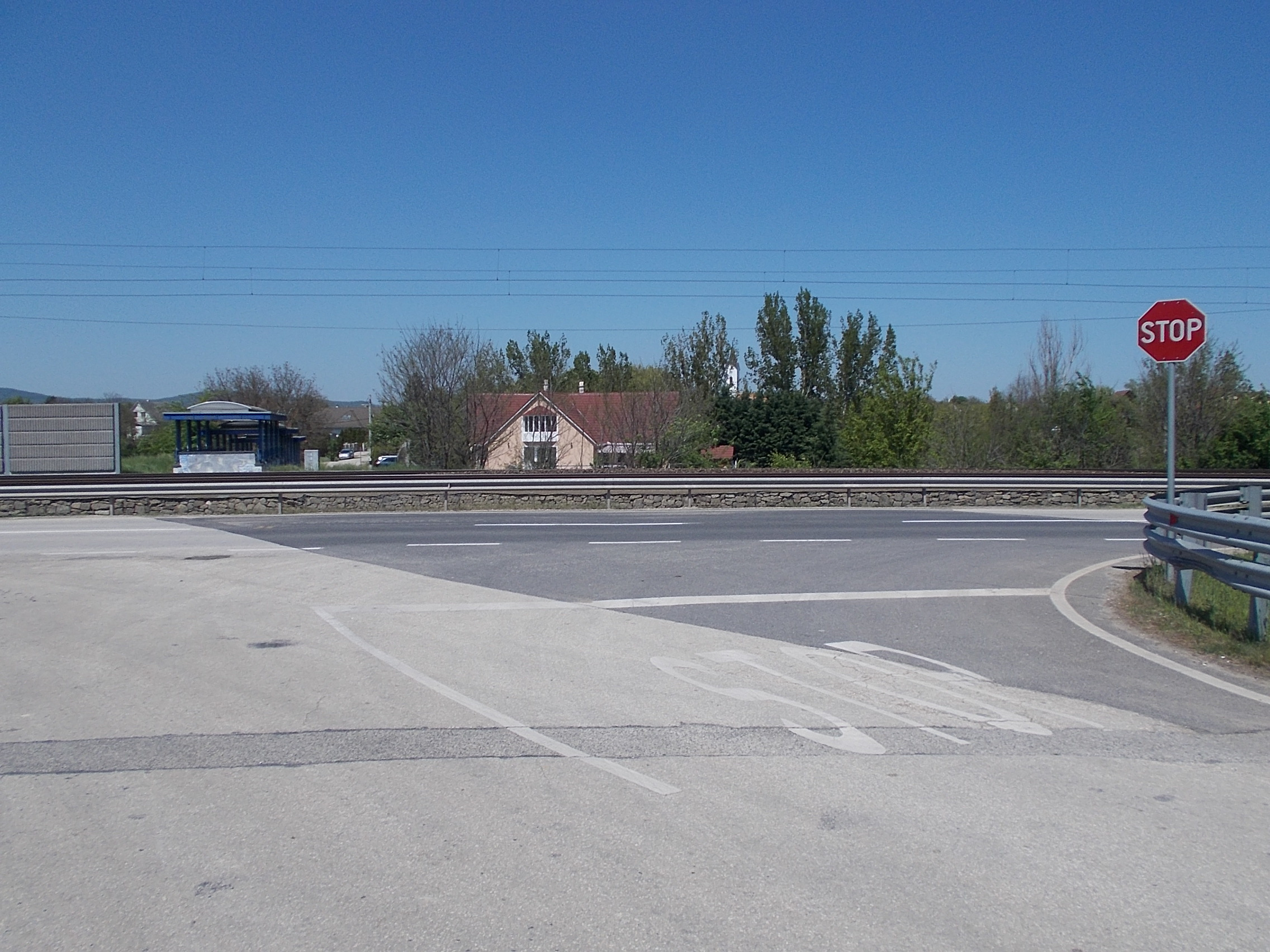
La 7 à Kápolnásnyék.